# Riadi
Riadi ist ein Dorf in der Landgemeinde Safo in Niger.

## Geographie
Das von einem traditionellen Ortsvorsteher (chef traditionnel) geleitete Riadi gehört wie Soumarana zu einer Kette an südlichen Vororten der Großstadt Maradi. Der Hauptort Safo der gleichnamigen Landgemeinde liegt knapp drei Kilometer südwestlich von Riadi. Dazwischen verläuft das Flussbett des periodisch wasserführenden Goulbi de Maradi. Die Landgemeinde Safo ist Teil des Departements Madarounfa in der Region Maradi.

## Geschichte
Im 18. Jahrhundert siedelten sich Bauern aus dem Staat Katsina, die auf der Suche nach nutzbarem Land waren, im Tal des Goulbi de Maradi an. Um die Kontrolle über das Gebiet zu verstärken, ernannte Katsina einen Statthalter für die Region, dessen erster Sitz das Dorf Riadi war. Erst nach der Gründung der Stadt Maradi an der Wende vom 18. zum 19. Jahrhundert verlagerte sich der Herrschaftssitz dorthin.
Im Jahr 2008 erhob die Nachbargemeinde Djiratawa erstmals Gebietsansprüche auf das Dorf Riadi. Der Grenzkonflikt zwischen den Gemeinden Safo und Djiratawa verschärfte sich in den darauffolgenden Jahren, als der Bürgermeister von Djiratawa ein Bauprojekt in Riadi genehmigte, das zuvor vom Bürgermeister von Safo abgelehnt worden war.

## Bevölkerung
Bei der Volkszählung 2012 hatte Riadi 5481 Einwohner, die in 741 Haushalten lebten. Bei der Volkszählung 2001 betrug die Einwohnerzahl 3989 in 594 Haushalten und bei der Volkszählung 1988 belief sich die Einwohnerzahl auf 2589 in 375 Haushalten.

## Wirtschaft und Infrastruktur
Über eine Landstraße erreicht man nach etwa 800 Metern Richtung Nordosten die Nationalstraße 9, die in das Stadtzentrum von Maradi führt. Es gibt eine Schule im Dorf. In Riadi wird Saatgut für Hirse, Sorghum und die Zwiebelsorte Violet de Galmi produziert.